# Roy Eldridge
Pour les articles homonymes, voir Eldridge.
David Roy Eldridge, dit Little Jazz, est un trompettiste, chanteur et chef d'orchestre de jazz américain né à Pittsburgh le 30 janvier 1911 et décédé à New York le 26 février 1989. Il est une des figures marquantes du jazz classique ou (dans son appellation populaire) du swing.

## Biographie
Roy Eldridge commence par apprendre la batterie puis se tourne vers la trompette et le tuba. Il joue dans un orchestre dès l'âge de seize ans, où il pratique les trois instruments. À la fin des années 1920, il se consacre uniquement à la trompette. Il joue alors dans différentes formations.

Il s'installe en 1930 à New York où il joue dans l'orchestre de Elmer Snowden aux côtés du saxophoniste alto Otto Hardwick qui, en raison de sa petite taille le surnomme little jazz. Puis, en 1933, il forme un orchestre avec son frère Joe Eldridge, saxophoniste alto.
Après quelques escapades dans divers groupes, notamment en 1936 chez Teddy Hill, Fletcher Henderson et les McKinney's Cotton Pickers, il forme un grand orchestre de 1937 à 1940 tout en accompagnant divers musiciens. Il accompagne ainsi dans plusieurs sessions Billie Holiday. En 1941, il entre dans l'orchestre de Gene Krupa. Il joue toujours de la trompette, se lance également comme chanteur et fait quelques duos célèbres avec la regrettée Anita O'Day. À l'automne 1943, il monte un octet avec lequel il enregistre un titre qui témoigne de sa grande maitrise technique de la trompette dans ses deux approches, ouverte et avec sourdine : The gasser puis dirige quelque temps un grand orchestre, contexte que Roy apprécie pour la liberté d'expression apportée à son tempérament de musicien généreux et inventif.
Au début 1944, il participe au fameux concert du Metropolitan Opera house où il partage l'affiche avec Louis Armstrong Coleman Hawkins et Art Tatum.
Il rejoint ensuite l'orchestre du clarinettiste Artie Shaw en 1944-1945. Il tente de reformer un grand orchestre, mais les grands orchestres ne sont plus rentables (il faut payer tous ces musiciens !), Roy revient en petite formation, avant d'intégrer le Jazz at the Philharmonic de Norman Granz, puis en 1949 l'orchestre de Gene Krupa.
En 1950, il fait un séjour de quelques mois en France. Il enregistre avec des musiciens locaux Une petite laitue. Il retourne aux Etats-Unis, où il mène une carrière d'accompagnateur auprès de divers musiciens comme Ella Fitzgerald, Oscar Peterson, Dizzy Gillespie, Benny Carter, Coleman Hawkins, Johnny Hodges, Sidney Bechet… En 1955, rencontre au sommet en studio avec le pianiste Art Tatum. Il crée aussi ses propres combos et continue à tourner dans le J.A.T.P. En 1958, il participe à la musique du film de Marcel Carné Les Tricheurs.
En 1980, il est victime d'un accident cardiaque lui interdisant de reprendre la trompette. Il continue de se produire comme pianiste et chanteur, jusqu'à sa mort en 1989.

## Sa musique
Roy Eldridge influencé par le saxophone dont il jouait en amateur, prisait le grand phrasé légato avec un ambitus très large dans une riche structure harmonique souvent modulante et teinté de chromatismes subtils et expressifs ; à l'aise dans tous les registres du grave au suraigu, dans tous les tempi de la ballade médium-lent comme dans son cheval de bataille Stardust, ou les calvalcades endiablées comme dans After you've gone avec Gene Krupa il apprécie le doublement de tempo, comme dans Body and soul en octobre 1944, suivi d'un retour à la vitesse normale. Parfois critiqué pour sa fougue et ses acrobaties, de très nombreux trompettistes de la génération suivante citent volontiers Roy Eldridge comme le trompettiste ayant exercé sur eux une influence majeure. Son style brillant, audacieux et profondément logique a beaucoup marqué le jeune Dizzy Gillespie, comme dans Hot mallets en 1939 avec Lionel Hampton. Roy Eldridge restera dans l'histoire de la trompette, le digne héritier de Louis Armstrong et le mentor efficace de Dizzy Gillespie, en résumé le maillon essentiel entre classicisme et modernité.

## Récompenses
- National Endowment for the Arts - NEA Jazz Master : nomination et récompensé en qualité de Jazz Master en 1982[1] (N.B. : la plus prestigieuse récompense de la nation américaine en matière de jazz).

## Pièces
- Wabash stomp (1937)
- After you've gone (1937)
- Forty sixty west 52 (1938)
- Rockin' Chair (big band de Gene Krupa, 1941)
- Drum boogie (idem, 1941)
- Let Me Off Uptown (idem, 1941 - duo vocal avec Anita O'Day)
- Minor Jive (1943)
- Fish Market (1944)
- I can't get started (1944)
- Body and Soul (1944)
- Twilight Time (1944)
- Little Jazz (avec Artie Shaw, 1945)
- Yard dog (1946)
- Les bounce (1946)
- Une petite laitue (chanté en français, 1950)
- Dale's Wail (avec Oscar Peterson, 1952)
- I've found a new baby (avec Dizzy Gillespie, 1954)
- Jailhouse blues (avec Ella Fitzgerald, 1963)
- Jazz sur la Croisette (compilation avec Roy Eldridge lors du festival de Jazz en 1958) - (INA Mémoire vive / Abeille Musique)

## Discographie
- 1939: Roy at the Arcadia Ballrom Musidisc
- 1943: Little David the Goliath  MCA
- 1950: Une petite laitue Vogue
- 1952: Daile's wail Verve
- 1955: Roy Eldridge et Art Tatum Pablo
- 1960: Body and Soul avec Eric Dolphy dans Quiet Please

## Citation
« Au début j'ai essayé de jouer comme Roy, mais comme je n'y arrivais pas j'ai inventé le Be-Bop avec Charlie Parker ». Dizzy Gillespie